# Bataille de Maskin
La bataille de Maskin (arabe : معركة مسكن), également connue comme bataille de Dayr al-Jathaliq (arabe : معركة دير الجثاليق) qui était le nom d'un monastère nestorien voisin, est est un engagement décisif de la seconde Fitna (années 680-690). Elle s'est déroulée à la mi-octobre 691, près de l'actuelle Bagdad, sur la rive occidentale du Tigre, entre l'armée du calife omeyyade Abd al-Malik ibn Marwan et celles de Mus'ab ibn al-Zubayr, gouverneur de l'Irak pour son frère le calife rival basé à La Mecque, connu sous le nom de Abd Allah ibn al-Zubayr.
Au début de la bataille, la plupart des troupes de Mus'ab refusent de se battre, ayant secrètement changé d'allégeance pour Abd al-Malik, et le principal commandant de Mus'ab, Ibrahim ibn al-Ashtar, est tué au combat. Mus'ab fut tué peu après, ce qui permet aux Omeyyades de remporter la victoire et de reprendre l'Irak, ouvrant ainsi la voie à la reconquête du Hedjaz (Arabie occidentale) par les Omeyyades à la fin de l'année 692.

## Emplacement
La bataille s'est déroulée près de Deir al-Jathaliq (monastère du Catholicos), un monastère nestorien situé dans les environs de Maskin. Ce dernier était situé à l'ouest du Tigre, sur la rive ouest de l'ancien canal de Dujayl, à environ 50-55 km au nord de Bagdad et à 3 km au sud du village de Sumayka. Le site de l'ancienne Maskin est aujourd'hui connu sous le nom de Khara'ib Maskin (Ruines de Maskin). Deir al-Jathaliq est probablement le site de Tell al-Dayr, un monticule situé à 6 km au sud-est de Sumayka.

## Contexte
En 683, le calife omeyyade Yazid Ier meurt et est remplacé par son fils adolescent Mu'awiya II qui lui succède, il décède 40 jours après son accession. En l'absence de successeurs légitimes parmi les descendants de Yazid, l'autorité omeyyade s'est effondrée dans l'ensemble du califat en raison du vide de leadership dans la capitale Damas. Dans les villes saintes de La Mecque et de Médine, ni Yazid ni son fils n'avaient été reconnus comme califes légitimes et après la mort de Yazid, c'est Abd Allah ibn al-Zubayr, basé à La Mecque, qui fut reconnu à sa place. La souveraineté d'Ibn al-Zubayr s'est rapidement étendue à la plupart des provinces du califat et il a nommé son frère Mus'ab gouverneur de l'Irak.
Entre-temps, les tribus arabes du centre et du sud de la Syrie, restées fidèles aux Omeyyades, avec le concours du gouverneur omeyyade évincé d'Irak, Ubayd Allah ibn Ziyad, choisissent Marwan Ier comme calife, qui est issu d'une autre branche du clan omeyyade qui avait été expulsé de Médine. Par la suite, les Omeyyades revigorés ont vaincu les tribus Qaysi pro-Zubayrid à la bataille de Marj Rahit près de Damas en 684 et se sont emparés de l'Égypte en mars 685. Marwan meurt cette année-là et est remplacé par son fils Abd al-Malik, qui tourne son attention vers l'Irak. Une armée omeyyade dirigée par Ibn Ziyad est envoyée dans la province mais un troisième rival prétendant au califat, le noble pro-Alide de Koufa, Mukhtar al-Thaqafi l'écrase à la bataille de Khazir en août 686. La défaite des Omeyyades retarde les plans d'Abd al-Malik pour conquérir l'Irak et il se concentre sur la consolidation du contrôle de la Syrie et de la Jazira et sur la conquête de la noblesse tribale arabe en Irak.
Mukhtar est vaincu et tué par Mus'ab en 687 après que la noblesse tribale de Kufa ait fait défection au profit des Zubayrids à Bassora. L'élimination de Mukhtar laisse les Zubayrides et les Omeyyades comme les deux principaux prétendants au califat. Mus'ab nomme l'un de ses principaux commandants, Muhallab ibn Abi Sufra, gouverneur de Mossoul, de la Jazira, de l'Arménie et d'Adharbayjan,. En tant que gouverneur de la région coincée entre l'Irak zubayride et la Syrie omeyyade, Muhallab est chargé de protéger l'Irak d'une invasion omeyyade,. Il tente également de débarrasser sa province des fidèles survivants de Mukhtar, connus sous le nom de Khashabiyya, qui contrôlaient toujours Nisibe.

### Premier affrontement et révolte des Jufriyya
En 689, Abd al-Malik marche vers l'Irak et, à l'été, il campe à Butnan Habib, un poste frontière dans le Jund Qinnasrin (nord de la Syrie), à environ 30 km à l'est d'Alep. Mus'ab prépare sa tentative d'invasion en mobilisant ses troupes à Bajumayra, un poste frontière près de Tikrit. Les deux endroits se trouvent sur la route principale reliant la Syrie et l'Irak, mais sont très éloignés l'un de l'autre.
Au cours de l'affrontement, Abd al-Malik s'est adressé à ses sympathisants tribaux à Bassorah et leur a promis des récompenses financières s'ils prenaient fait et cause pour lui contre les Zubayrids. Il a reçu des réponses favorables d'un certain nombre de nobles tribaux, y compris le chef de la tribu Banu Bakr de la faction Rabi'a, Malik ibn Misma, ce qui a permis à Abd al-Malik de dépêcher son cousin Khalid ibn Abdallah ibn Khalid ibn Asid pour entrer à Bassora. Dans une autre version de cet épisode, c'est Khalid qui a proposé à Abd al-Malik de l'envoyer en mission à Bassorah. Quoi qu'il en soit, Khalid a finalement trouvé le soutien de la tribu Bakr commandée par Ibn Misma et des Azd sous la direction de Ziyad ibn Amr al-Ataki, entre autres. Ils affrontent les forces pro-Zubayrid dirigées par Umar ibn Ubayd Allah ibn Ma'mar dans un lieu appelé al-Jufra dans les environs de Bassora, d'où le nom collectif « al-Jufriyya » sous lequel les partisans de Khalid sont connus.
Les affrontements durent entre vingt-quatre et quarante jours, pendant lesquels Mus'ab, toujours campé à Bajumayra, envoie 1 000 cavaliers sous les ordres de Zahr ibn Qays al-Ju'fi pour renforcer ses partisans. Abd al-Malik envoie également des renforts dirigés par Ubayd Allah ibn Ziyad ibn Zabyan, un noble de Koufa cherchant à se venger de Mus'ab pour le meurtre de son frère lors de la répression de la révolte de Mukhtar. Ils n'arrivent pas assez vite et les pro-Zubayrides prennent l'avantage sur le champ de bataille, ce qui conduit à des négociations en vue d'une trêve. Khalid est finalement autorisé à partir pour Damas, tandis qu'Ibn Misma, blessé, s'enfuit vers le sud dans le Yamama (Arabie centrale). A un moment donné pendant les combats à al-Jufra, Abd al-Malik se retire de Butnan Habib pour contrer une tentative de coup d'État à Damas par son parent al-Ashdaq. Mus'ab, à son retour à Bassora, réprime sévèrement la Jufriyya et se met à dos de nombreux nobles basanais.

### Deuxième affrontement et prise de contrôle de la Jazira par les Omeyyades

Carte de la Jazira médiévale, montrant Qarqisiya (Circesium) et Nisibis

Au cours de l'été 690, Abd al-Malik et Mus'ab campent à nouveau respectivement à Butnan Habib et Bajumayra. Mus'ab conserve sa position jusqu'à l'hiver, lorsque lui et Abd al-Malik se retirent vers leurs quartiers généraux à Basora et Damas. Ses généraux syriens conseillent à Abd al-Malik de renoncer à toute nouvelle tentative contre ce qu'ils considèrent comme la difficile province de l'Irak. Le calife ne tient pas compte de ce conseil et se dirige à nouveau vers l'Irak en 691.
Pendant une grande partie de l'été, Abd al-Malik assiège et attaque le chef qaysi pro-zubayride Zufar ibn al-Harith al-Kilabi, retranché dans la forteresse de Qarqisiya (Circesium) sur l'Euphrate, stratégiquement située au carrefour de la Syrie et de l'Irak,,. Incapable de le déloger, Abd al-Malik entame des négociations avec Zufar et son fils Hudhayl et leur propose de généreuses concessions financières et politiques. Ils finirent par se réconcilier avec les Omeyyades et Hudhayl et les Qays rejoignirent les rangs de leur armée, bien que Zufar, par respect pour son précédent serment d'allégeance à Ibn al-Zubayr, refuse de participer personnellement à la campagne anti-zubayride. Par la suite, Abd al-Malik marche sur Nisibe et obtint la reddition des 2 000 Khashabiyya, qui rejoignent l'armée omeyyade après l'amnistie accordée par le calife,.

### Prélude
En septembre ou octobre 691, Abd al-Malik, à la tête de son armée syrienne, établit son camp à Maskin,. Le commandement de l'armée étant assuré par les membres de sa famille ; son frère Muhammad mène l'avant-garde, tandis que les fils de Yazid Ier, Khalid et Abd Allah, commandent respectivement les ailes gauche et droite. Mus'ab campe à Bajumayra,. Il creuse et fortifie une profonde tranchée (khandaq) près de Maskin pour défendre sa position contre l'armée omeyyade. Preuve de sa durabilité, elle existe encore au milieu du IXe siècle et était appelée « Khirbat (ruines) de Mus'ab » d'après le nom du gouverneur Zubayrid. Au moment de la bataille, les forces basranes les plus compétentes de Mus'ab s'enlisent avec Muhallab, qui avait été réaffecté en 689 à la campagne contre les Kharijites menaçant Bassora. En conséquence, la plupart des troupes basranes de Mus'ab ne l'accompagnent pas, tandis que parmi celles qui le font, se trouvent de nombreux membres de la faction de Rabi'a qui lui en veulent d'avoir supprimé leurs parents l'année précédente. Le gros des troupes de Mus'ab à Bajumayra est constitué de tribus arabes de Koufa, dont beaucoup gardent rancune à Mus'ab pour ses exécutions des partisans koufans de Mukhtar en 687.
Alors qu'il campe à Maskin, Abd al-Malik profite des divisions internes au sein de l'armée de Mus'ab pour contacter les chefs tribaux du camp de Mus'ab. Dans ses correspondances, il offre à de nombreux chefs tribaux le contrôle du district d'Ispahan dans la province de Jibal ou d'autres récompenses en échange de leur défection. L'un des commandants loyaux de Mus'ab, Ibrahim ibn al-Ashtar, informe Mus'ab d'une lettre qu'il a reçue d'Abd al-Malik et qu'il n'a pas ouverte. Ibn al-Ashtar avertit Mus'ab que tous les autres commandants ont probablement reçu de telles lettres et lui cachent l'information. Il conseille à Mus'ab d'exécuter ces commandants, mais Mus'ab refuse et les maintint à leur poste. Mus'ab craignant que l'exécution des commandants ne retourne les membres de leurs tribus contre lui. Ibn al-Ashtar contre-propose que Mus'ab arrête et garde en otage les chefs traîtres, les libérant à condition qu'ils remportent la victoire ou les exécute en cas de défaite. Cependant, Mus'ab estime que cela est trop compliqué et ne constitue pas une priorité dans le contexte de la bataille en cours.

## Bataille
Les armées d'Abd al-Malik et de Mus'ab se rencontrent à Dayr al-Jathaliq à la mi-octobre,. Ibn al-Ashtar et ses hommes chargent l'avant-garde de mahomet ibn marwan, les forçant à se retirer. Abd al-Malik ordonne alors à Abdallah et à son aile droite d'entrer sur le champ de bataille, où, avec les troupes de Mahomet, ils se rapprochent des hommes de Mus'ab. Ibn al-Ashtar est tué, ainsi que le commandant de l'aile droite de Mus'ab, Muslim ibn Amr al-Bahili. Ce dernier succombe à ses blessures, mais avant de mourir il réussit à obtenir d'Abd al-Malik une garantie de sécurité pour son fils Qutayba ibn Muslim, qui allait devenir un important général omeyyade au début du VIIIe siècle. La mort d'Ibn al-Ashtar au début de la confrontation scelle le sort de Mus'ab. Le chef de la cavalerie de Mus'ab, Attab ibn Warqa, fait secrètement défection à Abd al-Malik et déserte par la suite la bataille avec ses cavaliers,. Les autres commandants de Moussab refusent l'ordre d'engager le combat.
Julius Wellhausen écrit que Mus'ab « a été laissé presque seul sur le champ de bataille, situation étrange qui rend la bataille célèbre. » Avant la charge d'Ibn al-Ashtar, Abd al-Malik a tenté de négocier avec Mus'ab, mais ce dernier a refusé et « a décidé de mourir comme un homme courageux », d'après l'historien Henri Lammens. Après le refus de se battre des autres commandants de Mus'ab, Abd al-Malik propose d'épargner la vie de ce dernier et de lui accorder le poste de gouverneur de l'Irak ou de toute autre province de son choix, mais il refuse de nouveau. Au lieu de cela, il conseille à son fils adolescent Issa et à ses hommes de se mettre à l'abri à La Mecque, mais Issa entre dans le champ de bataille et est tué.
Mus'ab lance alors une charge, mais est blessé par une flèche et chute de son cheval,. Il est tué par un certain Za'ida ibn Qudama, un soldat des Banu Thaqif qui déclare que la mort de Mus'ab est une vengeance pour son compatriote Mukhtar. Par la suite, Ibn Zabyan décapite le corps de Mus'ab, Abd al-Malik pleure Mus'ab et « ordonne à ses poètes de commémorer sa fin héroïque » selon Lammens.

## Conséquences
Après la bataille, Abd al-Malik entre à Koufa et reçoit l'allégeance de la noblesse tribale. Il nomme des gouverneurs pour l'Irak et ses dépendances. Il se dirige ensuite au sud vers Nukhayla, une banlieue de Koufa, d'où il envoie al-Hajjaj ibn Yusuf avec 2 000 soldats syriens pour soumettre Ibn al-Zubayr dans le Hedjaz. Avec la perte de l'Irak, Ibn al-Zubayr se retrouvé isolé dans son fief de La Mecque. Après une série d'escarmouches près de la ville près de la ville, al-Hajjaj assiège La Mecque, la capture et tue Ibn al-Zubayr en septembre ou octobre 692. L'élimination d'Ibn al-Zubayr marque la fin de la deuxième Fitna (deuxième guerre civile musulmane).